# Rungsted

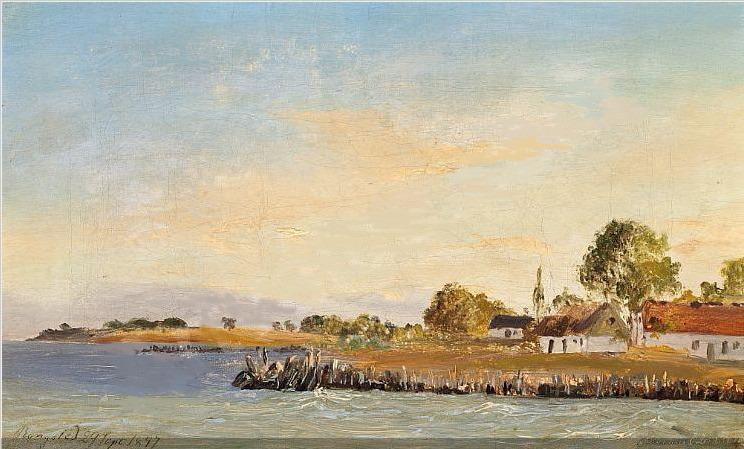
Hafen von Rungsted, gemalt von Emanuel Larsen, 1847

Rungsted ist ein Stadtteil der Kommune Hørsholm am Øresund nördlich von Kopenhagen in Dänemark. Das Zentrum von Hørsholm liegt zwei Kilometer westlich von Rungsted. Der Postbezirk und die Eisenbahnstation heißen Rungsted Kyst (deutsch: Rungsted Küste). An der Küste des Øresunds liegt der Yachthafen von Rungsted (dänisch Rungsted Havn).

## Geschichte

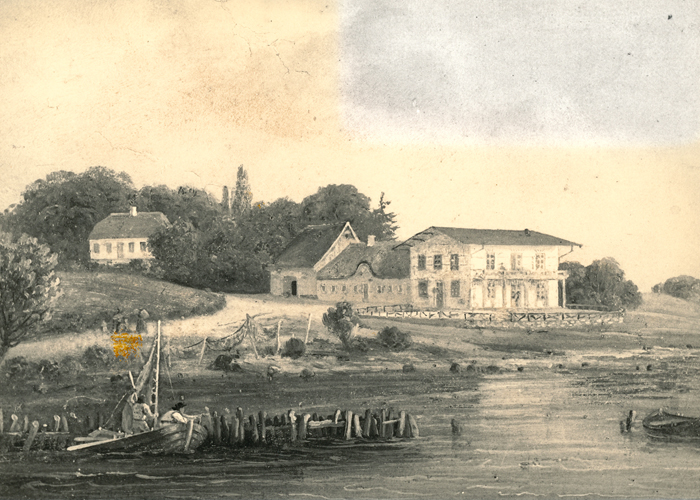
Rungsted Kro, 1839

Der Name Rungsted wurde erstmals im Jahr 1346 erwähnt in der Form Runæstigh. Der Name ist wohl von dem alten dänischen Wort runi abgeleitet, was Schwein bedeutet und sti (= Stieg) ergibt Schweinestieg, später dann geändert zu sted. Eine andere Quelle leitet den ersten Teil des Ortsnamens von den kleinen Wellen ab, die charakteristisch für den Øresund sind.
Rungsted Kro (deutsch: Rungsteds Gasthof) wurde erstmals zu Beginn des 16. Jahrhunderts erwähnt, ist vermutlich aber noch viel älter. Der Gasthof lag am Strandweg, dem wichtigsten Verkehrsweg zwischen Kopenhagen und Helsingør genau in der Mitte der Strecke. So lange der Königsweg auch von normalen Reisenden genutzt werden durfte, war er ein idealer Platz hier zu speisen, zu übernachten und die Pferde zu füttern. Die Gastwirtschaft zog im Jahr 1803 um in ein Gebäude auf der anderen Seite des Strandweges und der alte Rungsted Kro wurde umbenannt in Rungstedlund, heute Sitz des Karen Blixen Museums. In der Mitte des 19. Jahrhunderts begann die bürgerliche Schicht aus Kopenhagen im Sommer zum Badeurlaub an die Strände des Øresund zu fahren und der Rungsted Kro wandelte sich zum Badehotel. Man konnte im Gegensatz zu den Fischern Zimmer mit Wasserblick und Balkon anbieten.

## Kultur
Der Dichter Johannes Ewald wohnte von März 1773 bis Herbst 1775 im Rungsted Kro. Hier hatte er seine produktivste Zeit und schrieb z. B. Rungsteds Lyksaligheder – En Ode (deutsch: Rungsteds Glückseligkeit – eine Ode). Johannes Ewald wurde auf dem Trinitatis Kirkegård in Kopenhagen begraben. Zwei Hügel in der Umgebung von Rungsted sind nach Johannes Ewald benannt, einmal der alte Bronzezeithügel in Rungstedlunds Park und der Hügel, der beim Rungstedweg nahe am Hafen gelegen ist. Von der Höhe hat man eine ausgezeichnete Aussicht über den Øresund und den Hafen von Rungsted. Es wird ständig darüber diskutiert, welche der beiden Höhen nun der richtige Ewald Hügel sei. Aber zu Ewalds Zeit war es Rungstedlund, hier stand der Kro und daher ist es am wahrscheinlichsten, dass der Dichter die Höhe im Rungstedlunds Park bevorzugte.
Als im Jahr 1931 Karen Blixen aus Afrika nach Dänemark zurückkehrte, zog sie nach Rungstedlund, das ihr Vater Wilhelm Dinesen im Jahr 1879 erworben hatte. Hier wohnte sie bis zu ihrem Tode im Jahr 1962.

## Yachthafen
Der Yachthafen Rungsted Havn hat Platz für ungefähr 800 Boote. Hier liegen auch ein Teil der Yachten der Mitglieder des Kongelig Dansk Yachtklub (KDY) mit Hauptsitz in Kopenhagen. Daneben gibt hier auch viele Restaurants auch Steakhouse der Kette MASH und ein Sticks'n'Sushi.

## Sport
In der Umgebung von Rungsted gibt es viele Sportmöglichkeiten und Veranstaltungsorte und der Eis-Hockey-Club Rungsted Ishockey hat seine Spielstätte in der Rungsted Skøjtehal.

## Transport
Rungsted hat eine Eisenbahnstation mit dem Namen Rungsted Kyst.

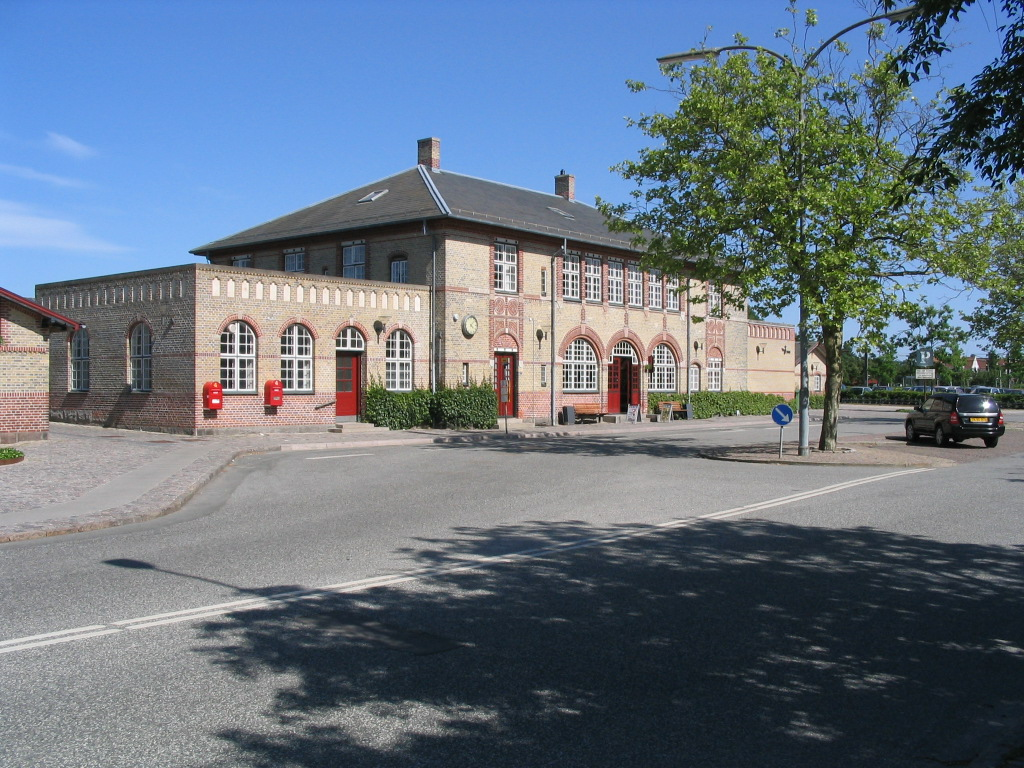
Eisenbahnstation Rungsted

## Prominente Einwohner
- Louise Conring (1824–1891), dänische Krankenhaus-Inspektorin, Diakonin und Krankenschwester
- Wilhelm Dinesen (1845–1895), Schriftsteller, Offizier, Abenteurer und Vater von Karen Blixen
- Dagmar Hansen (1871–1959), dänische Kabarett-Sängerin, Schauspielerin und Dänemarks erstes Pin-up-Girl
- Karen Blixen (1885–1962), dänische Schriftstellerin, (Pseudonym: Isak Dinesen)
- Thomas Dinesen (1892–1979), dänisch-kanadischer Offizier und Träger des Victoria-Kreuz
- Simon Spies (1921–1984), dänischer Geschäftsmann in der Reisebranche, siehe Spies & Glistrup
- Dorete Bloch (* 1943 in Rungsted; † 2015 in Tórshavn), dänische Zoologin und Autorin einer Vielzahl von Büchern über die Tier- und Pflanzenwelt der Färöer
- Charlotte Munksgaard (* 1958), dänische Schauspielerin
- Frederik Fetterlein (* 1970), dänischer Tennisspieler
- Christoffer Boe (* 1974), dänischer Filmemacher
- Marie Reuther (* 1996), dänische Schauspielerin